# Fritz Jung
Fritz Jung (ur. 7 czerwca 1903 w Neurode (obecnie Nowa Ruda)  zm. 28 maja 1981 w Moguncji) – niemiecki stomatolog, naukowiec i profesor na Uniwersytecie Jana Gutenberga w Moguncji, na którym wykładał protetykę i ortodoncję.

## Młodość
Urodził się w Nowej Rudzie jako najstarsze dziecko w rodzinie. Wychowywał się w domu z tradycjami medycznymi, jego ojciec Josef Jung oraz Selma z Herzigów również byli lekarzami i prowadzili w mieście praktykę dentystyczną.
Po ukończeniu gimnazjum humanistycznego w Kłodzku wyjechał na dalsze studia stomatologiczne, które w latach 1922–1926 spędził na uniwersytetach we Wrocławiu oraz Würzburgu.
We Wrocławiu ukończył w 1926 praktyki w klinice z wynikiem bardzo dobry. Pracował jako asystent naukowy u Karla Grevea w latach 1926–1928, dzięki czemu obronił doktorat z dziedziny badań nad protezami pisząc rozprawę „Untersuchungen über Einbettungsmassen“. Za doktorat otrzymał wyróżnienie magna cum laude.

## Kariera naukowa
Od 1929 był asystentem w Szwajcarii, następnie powrócił do Nowej Rudy.
Podczas II wojny światowej w 1943 mobilizowany do lazaretu Reservelazaretts Breslau IV.
Po zakończeniu wojny aż do 1948 pracował w szpitalu w Mindelheim.
Na wniosek profesora Hermanna Jung otrzymał posadę w nowo utworzonej klinice Uniwersytetu Jana Gutenberga w Moguncji, gdzie objął wydział protetyki i ortodoncji. 
W 1949 robi habilitację.  W 1952 otrzymał posadę w Instytucie Medycznym Uniwersytetu Humboldtów w Berlinie, jednakże odmówił, aby zbudować wydział w Moguncji. W tym samym roku został mianowany profesorem.
W latach 1964–1973 pełnił funkcję dyrektora Klinik und Poliklinik fur Zahn-, Mund- und Kieferkrankheiten (Universitätsmedizin der Johannes Gutenberg-Universität Mainz).
Jung opublikował liczne artykuły na temat problemów protetyki dentystycznej i ortodoncji, był ekspertem w leczeniu złamań żuchwy i chirurgicznej protetyki.

## Ważniejsze publikacje książkowe
- Die Elastizität der Skeletteile des Gebisssystems: Aus d. prothetischen u. kieferorthopädischen Abt. der Klinik u. Poliklinik für Zahn-, Mund- u. Kieferkrankheiten d. Johannes-Gutenberg-Universität zu Mainz (1952)
- Arzneimittel und Gesellschaft: Nationales Symposium. / Veranst. vom Inst. f. Pharmakologie d. Dt. Akad. d. Wiss. zu Berlin in Gemeinschaft mit d. Inst. f. Pharmakologie u. Toxikologie d. Humboldt-Univ. zu Berlin vom 20. - 21. Nov. 1969 in Berlin. Hrsg. von F. Jung [u. a.] (Berlin  Akademie-Verlag, 1971)[1]
- Die Bluttranfusion und ihre Bedeutung für den Zahnarzt (Würzburg, Med. Diss., 1937)[2]
- Über die Oxytetronsäure, den einfachsten Stoff vom Typ der Ascorbinsäure (Vitamin C) (1934)[3]
- Studien über Einbettungsmassen und ihren Einfluß auf die Oberflächengestaltung von Gußarbeiten  (Breslau, Med. Diss., 1926)[4]
- Schriftenreihe Hämatologie und Bluttransfusionswesen / Hrsg.: Fritz Jung ; Otto Prokop ; Samuel Mitja Rapoport  (Berlin Akademie-Verl.)[5]

## Ważniejsze artykuły naukowe
- Kritische Betrachtungen über den Wert festsitzender Brücken nach Kieferfrakturen Dtsch. Zahn-, Mund- und Kieferheilk. 14, 455 (1951)
- Die Elastizität der Skeletteile des Gebisssystems Stoma 5, 74 (1952)
- Kieferbruch-Schienenverbände und Gewebsschädigungen Dtsch. Zahnärztl. Zschr. 8, 469 (1953)
- Über die Versorgung des oberen Lückengebisses mit gingival getragenen Prothesen Zahnärztl. Prothetik. Taschenjahrbuch 1, 247 (1954)
- Fehlgriffe und Irrtümer bei der Versorgung des Gebisses mit abnehmbaren Prothesen Dtsch. Somat. 4, 294 (1954)
- Zur Basisgestaltung der Teilprothese Österr. Zschr. f. Somat. 52, 303 (1955)
- Über die Verankerung der Prothese am zahnlosen Oberkiefer Dtsch. Zahnärztebl. 9, 719 (1955)
- Über die Beziehungen der oberen und unteren Schneidezahnbreiten zur Tiefe des Überbisses Fortsch. Kieferorthop. 17, 217 (1956)
- Veränderung des Prothesenlagers unter der Teilprothese Dtsch. Zahnärztl. Zschr. 14, 105 (1959)